# Théophane le Grec
Pour les articles homonymes, voir Théophane.

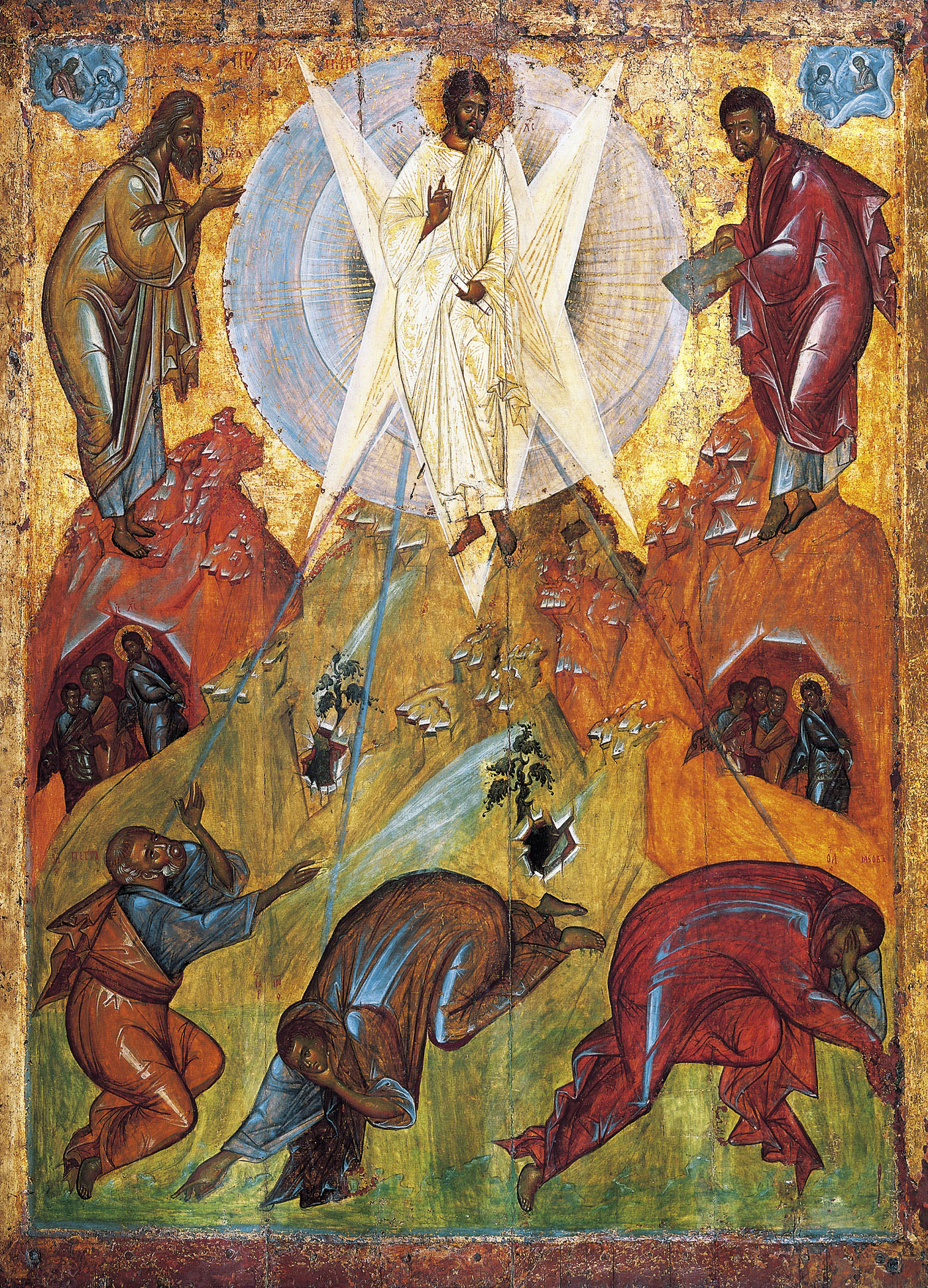
Théophane le Grec (?)
La Transfiguration (1403 Galerie Tretiakov), 1408.

Théophane le Grec (en russe : Феофа́н Грек, en grec : Theophanès, né vers 1350 dans l'Empire byzantin, mort vers 1410 en Russie) est un peintre et iconographe russe d'origine byzantine. Il a été le maître d'Andreï Roublev. Avec Prokhor de Gorodets et Roublev,  il peint, en 1405, l'iconostase de la cathédrale de l'Annonciation de Moscou. 

## Biographie
C'est à Épiphane le Sage qu'on doit les faits essentiels de la biographie de Théophane le Grec, rapportés par son épître à Cyrille de Tver, écrite vers 1415. Quelques brefs passages des Chroniques novgorodiennes et moscovites le citent également.
Peintre byzantin, il vient travailler en Russie via Caffa (Crimée) dans les années 1370. Il est l'auteur des fresques de l'église de la Transfiguration-du-Sauveur-sur-Iline en 1378.  
Théophane a décoré plus de quarante églises, dont aucune n'est conservée, à Constantinople, à Chalcédoine, à Galata et à Caffa en Crimée d'où il a vraisemblablement rejoint la Russie. Grâce à Épiphane, nous savons qu'il a travaillé à Novgorod, à Nijni Novgorod et à Moscou. L'iconographe a apporté et répandu de nouvelles idées sur l'ascétisme monastique, l'hésychia. En découlent de nouvelles traditions iconographiques.

## Œuvres
Théophane vient mettre son expérience à la disposition de Novgorod. Mais lui-même bénéficie des traditions novgorodiennes déjà existantes à Staraïa Ladoga, qui apparaissent dans les fresques de l'église Saint-Georges et de l'Église de la Transfiguration-du-Sauveur-sur-Néréditsa. Il s'en inspire mais introduit dans ses fresques un dynamisme, un abandon du détail  qui rappelle certaines formes de l'art moderne. Selon l'expression de Mikhaïl Alpatov ses visages ascétiques, sévères, tourmentés, forment une véritable « sténographie picturale » où il s'abandonne à sa seule inspiration. C'est une chose rare dans l'église orthodoxe fort réglée par des canons sévères. Ses fresques sont comme illuminées d'éclairs et certaines sont comme des sortes de négatifs photographiques. Les traits sont parfois simplement évoqués en blanc ou en clair selon une technique quasi-impressionniste.
- Les fresques de l'église de la Transfiguration-du-Sauveur-sur-Iline (1378) à Novgorod.
- L'iconostase de la cathédrale de l'Annonciation de Moscou en collaboration avec Andreï Roublev, 1405.
- Deux miniatures du livre des Évangiles conservé à la Bibliothèque d'État de Russie à Moscou, peintes vers 1392, lui sont attribuées.

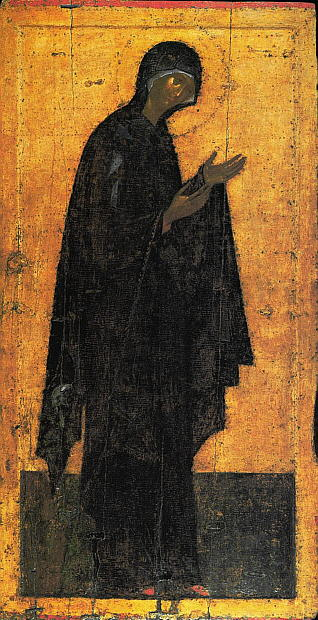
Déisis, La Mère de Dieu, cathédrale de l'Annonciation, kremlin de Moscou.
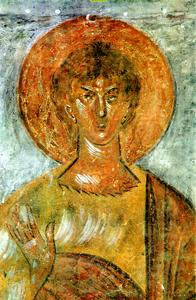
Abel, 1378 église de la Transfiguration-du-Sauveur-sur-Iline
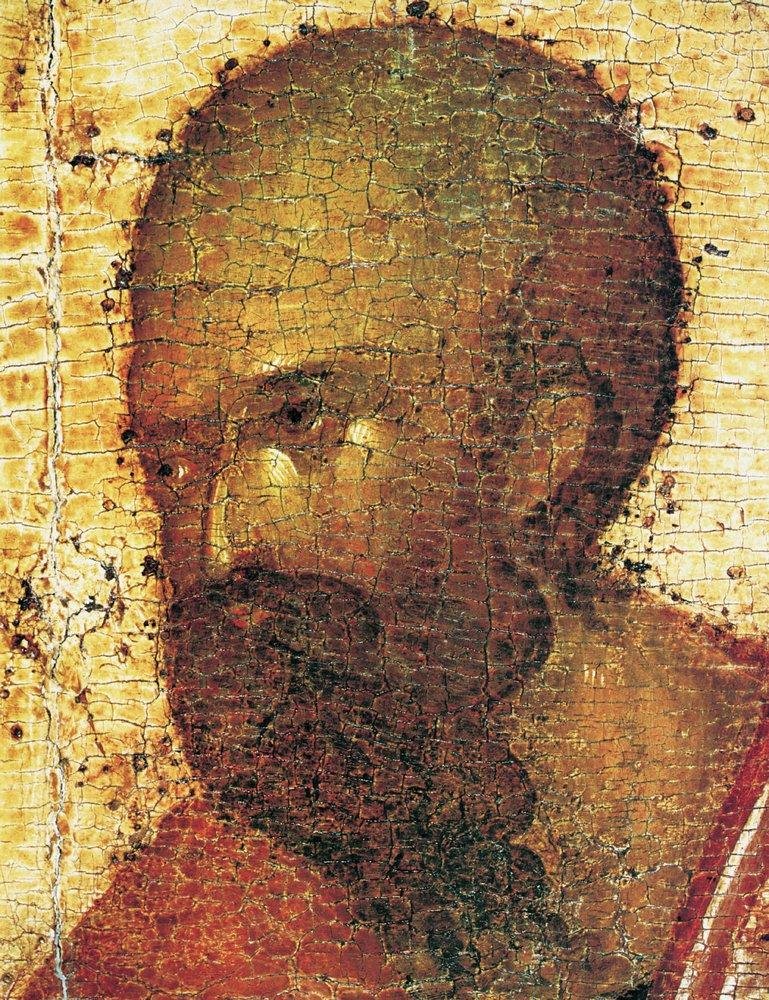
Saint Paul, 1405
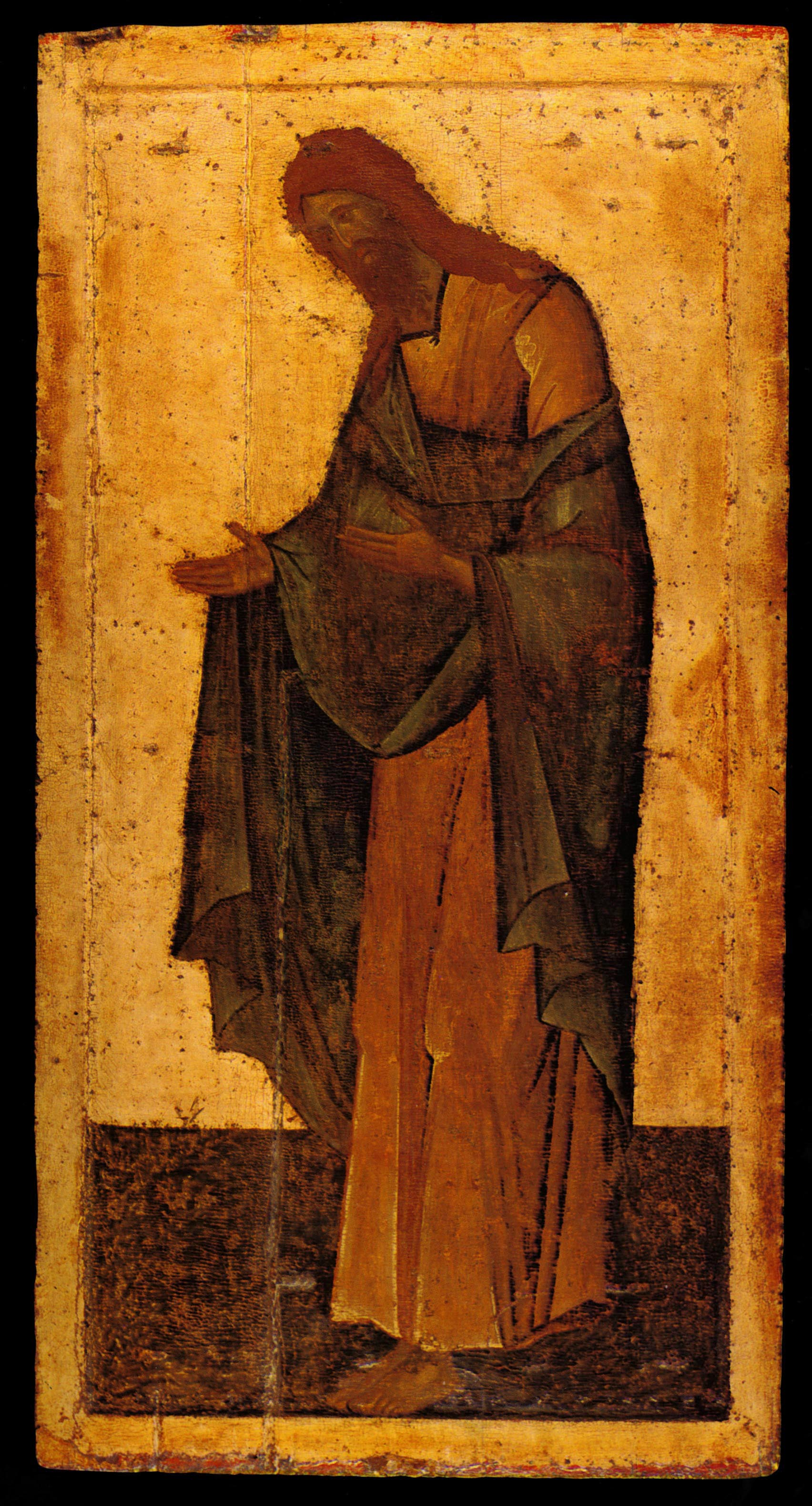
Jean le Baptiste
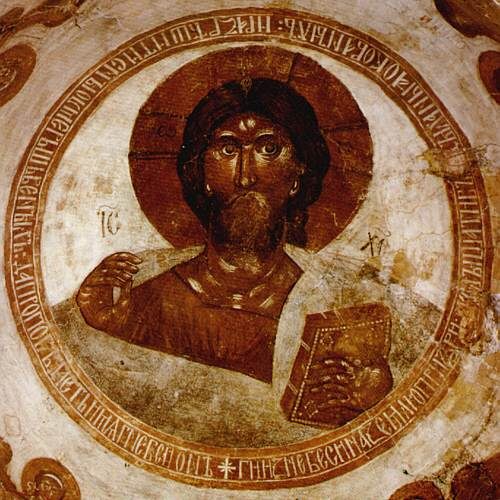
Christ Pantocrator, église de la Transfiguration-du-Sauveur-sur-Iline
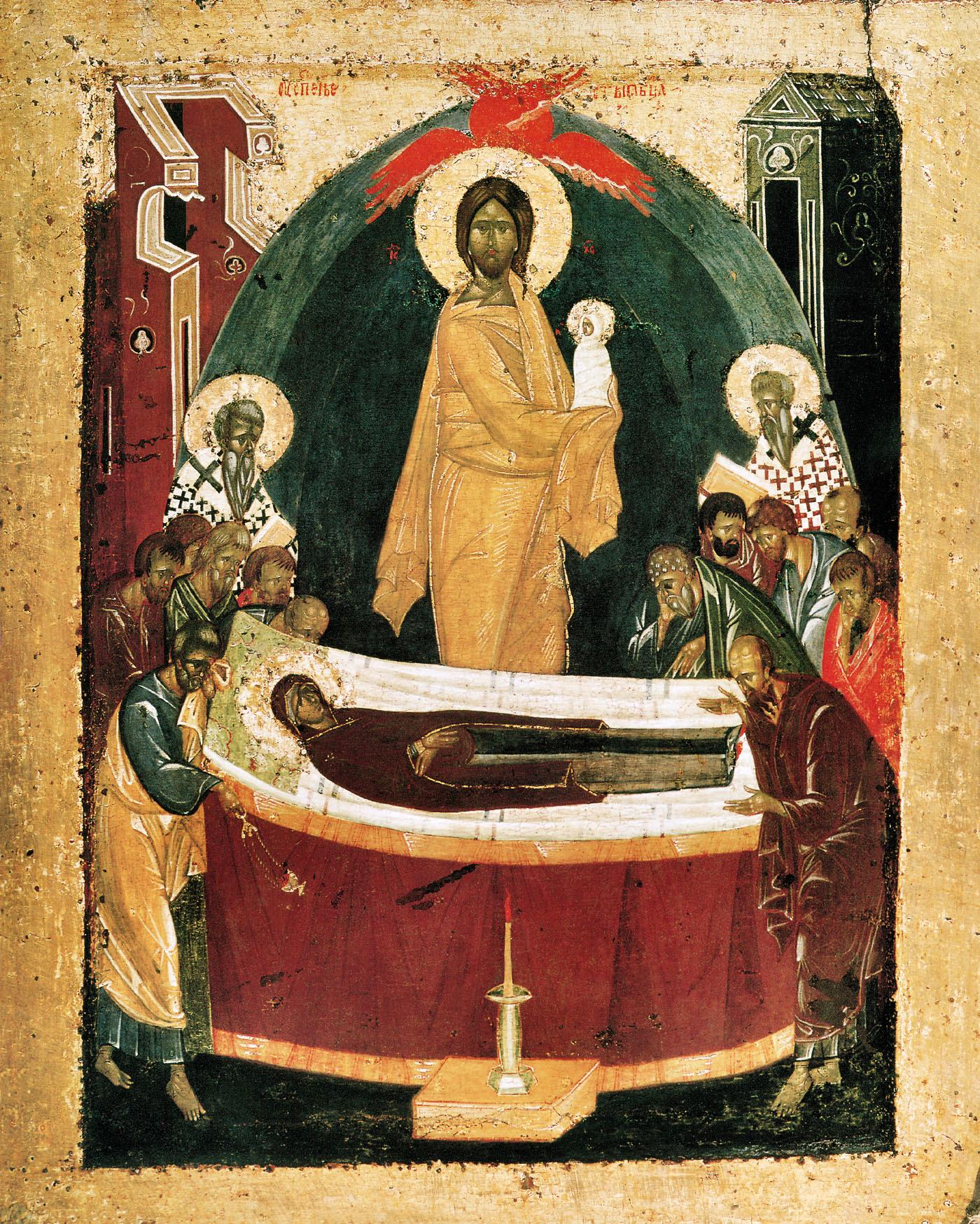
La Dormition de la Vierge (galerie Tretiakov), 1392
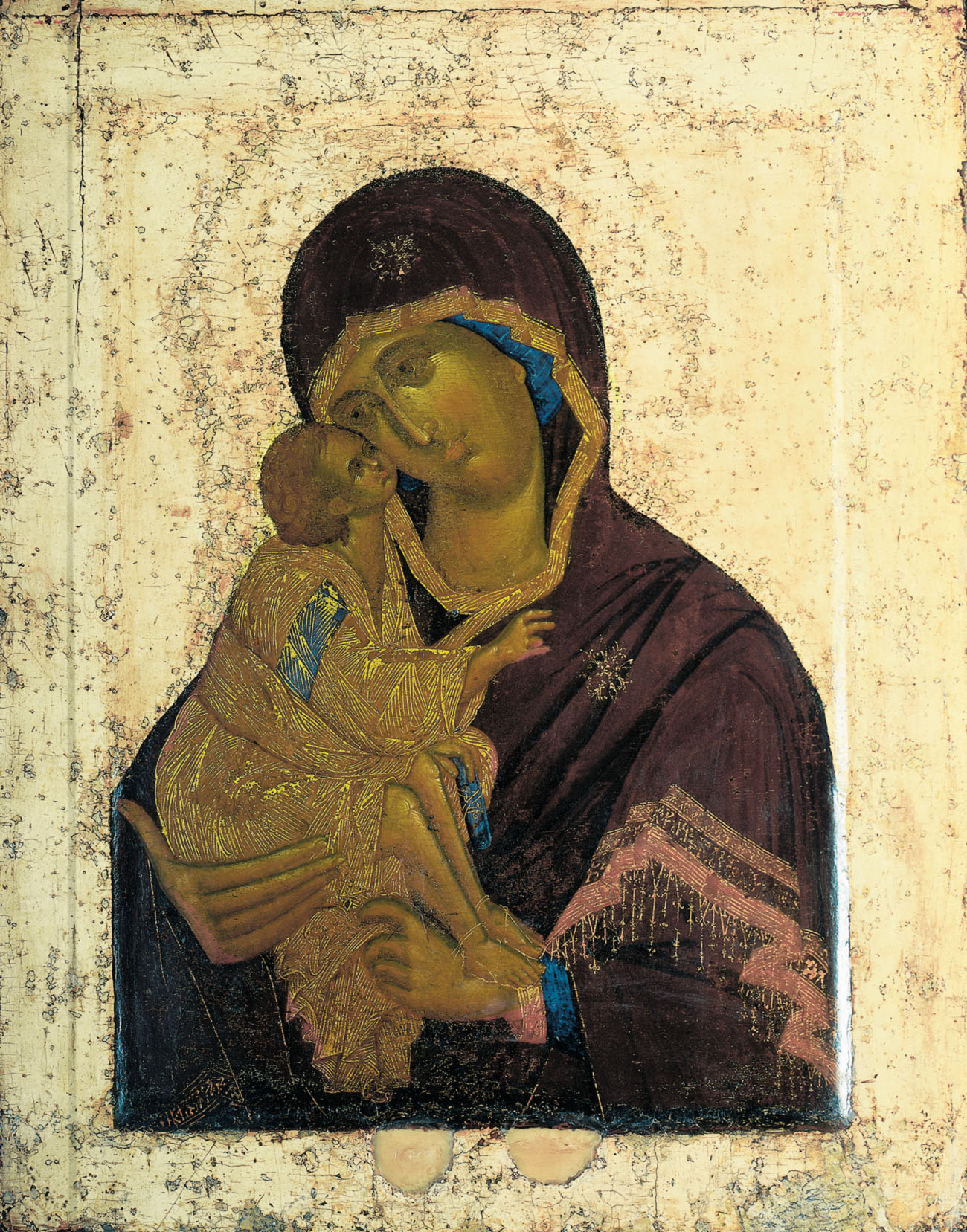
La Vierge du Don, 1380
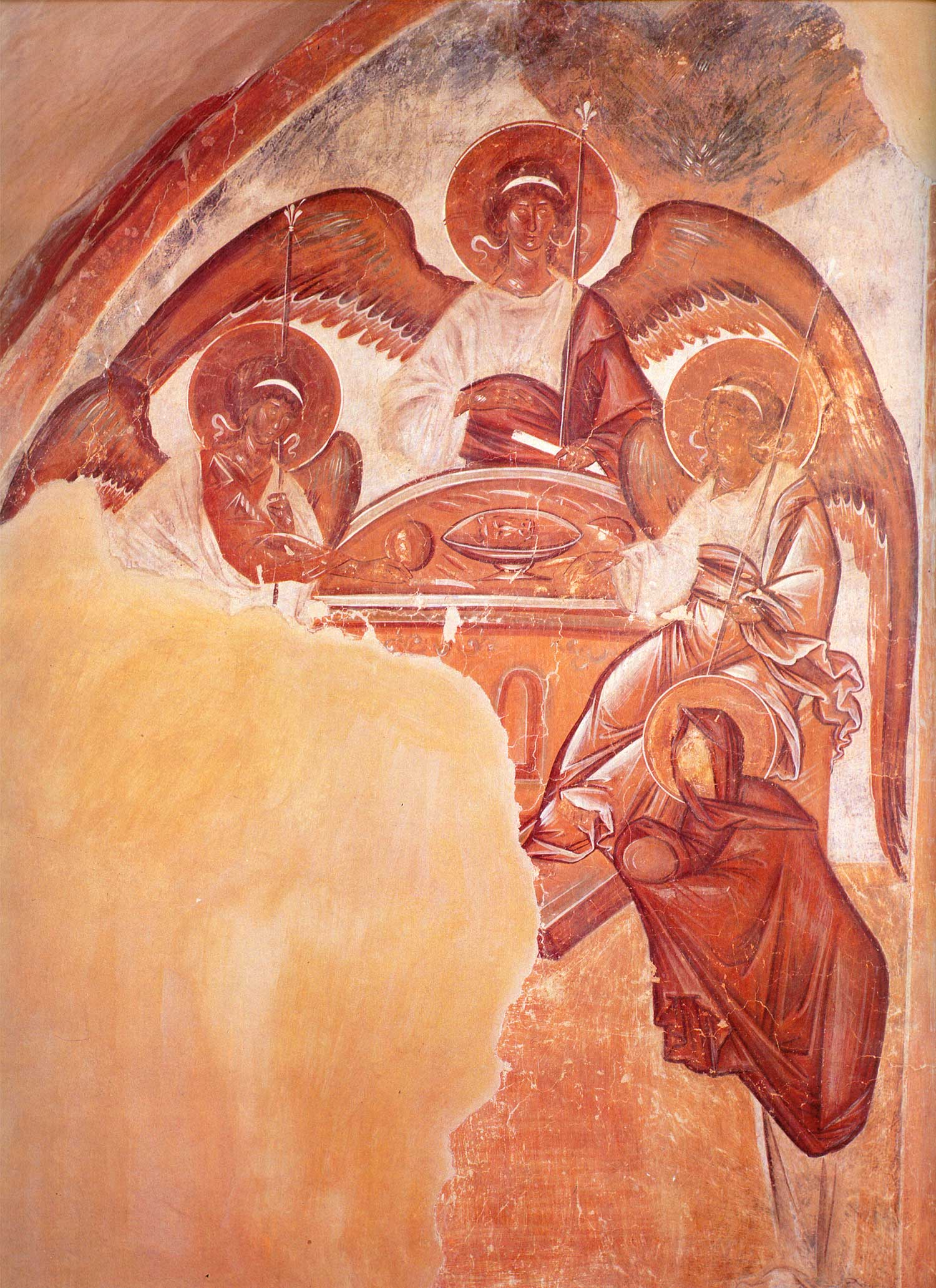
Sainte-Trinité / Christ Pantocrator  église de la Transfiguration-du-Sauveur-sur-Iline
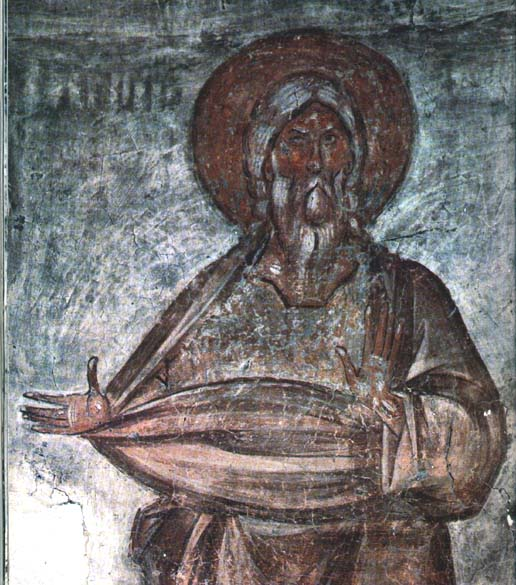
Le patriarche Adam / église de la Transfiguration-du-Sauveur-sur-Iline 2

### Documentation

#### Cinéma
- Théophane le Grec est l'un des personnages principaux d'Andreï Roublev, réalisé par Andreï Tarkovski en 1966. Le deuxième tableau du film a son nom pour titre.